# Яворівський гірничо-хімічний комбінат
Яворівський гірничо-хімічний комбінат — розташований у Яворівському районі Львівської області, створений 1965 на базі Язівського родовища сірки, одного з найбільших в СРСР. До складу комбінату входять рудні, збагачувальна фабрика, сіркоплавильний завод і ряд допоміжних одиниць, включаючи власну енергетичну систему і водопостачання. До розпаду СРСР комбінат був підпорядкований загальносоюзному об'єднанню «Сірка».